# BCL6

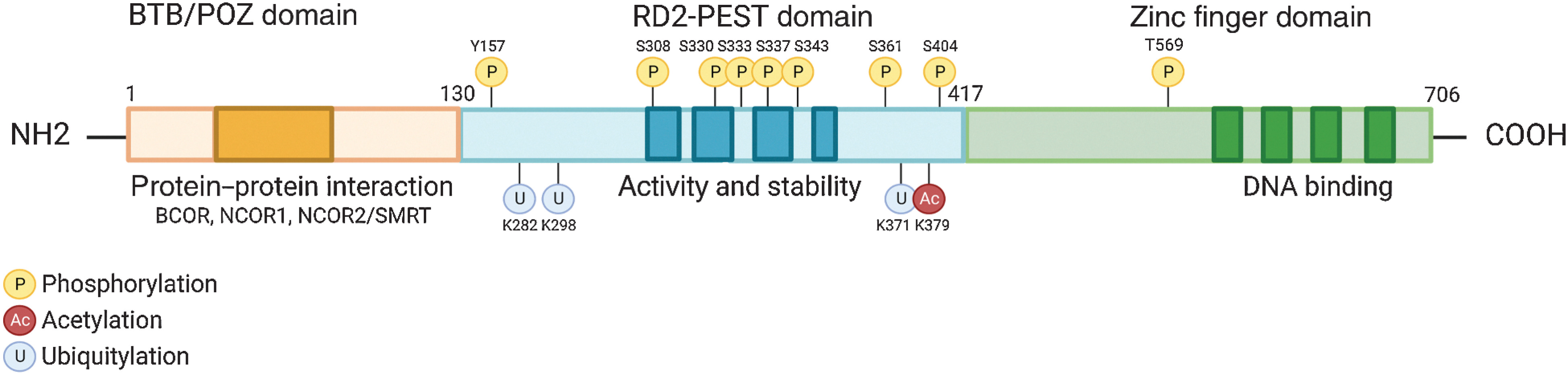
Schéma de la structure de la protéine BCL6. BCL6 héberge une structure trimodulaire composée d'un domaine N-terminal pour les interactions protéiques telles que les protéines corépresseurs (orange plus foncé). Un domaine central de répresseur transcriptionnel (RD2) contenant une région proline (P), acide glutamique (E), sérine (S) et thréonine (T) – PEST, qui dicte l'activité et la stabilité des protéines en se liant aux protéines régulatrices qui déterminent sa moitié -vie (bleu plus foncé). Une série de doigts de zinc C-terminaux qui lient l'ADN à l'expression génique réprimée (vert plus foncé).

La protéine BCL6 (B-cell lymphoma 6) est un maître régulateur de l’immunité humorale, joue un rôle essentiel dans l’initiation et le maintien des centres germinatifs . Les centres germinatifs sont des microstructures formées dans les tissus lymphoïdes secondaires (tels que les ganglions lymphatiques, les amygdales et la rate) et sont les sites de diversification des anticorps par les lymphocytes B . Les cycles réitérés d'hypermutation somatique  dans les régions variables du gène de l'immunoglobuline  produisent des anticorps de haute affinité en réponse à la présentation de l'antigène dépendant des lymphocytes T folliculaires et sont donc essentiels à l'immunité humorale.  Le gène codant est le BCL6 code pour un répresseur de transcription en doigt de zinc qui est fréquemment transloqué dans les lymphomes diffus à grandes cellules B. 
La transcription des suppresseurs de tumeurs, les gènes de réparation de l'ADN et les gènes impliqués dans la différenciation cellulaire sont réprimés par BCL6. Simultanément, BCL6 favorise l'expression de gènes liés à la prolifération, à l'évitement immunitaire, à l'anti-apoptose, à l'arrêt du cycle cellulaire et à la différenciation cellulaire, caractéristiques de la biologie des cellules cancéreuses. Les nombreuses fonctions associées au cancer liées à l’activité de BCL6 est un mélange parfait des programmes transcriptionnels dérégulés avec une tolérance accrue aux agressions et à l’instabilité du génome. BCL6 agit de la même manière dans les cellules B, en tant que moteur du renouvellement cellulaire, où il favorise la commutation isotypique et médie la métamorphose des cellules B naives.
Les fonctions oncogènes de BCL6 ont été caractérisées dans les lymphomes dès 1993 . Notamment, BCL6 a depuis été impliqué dans les cancers pédiatriques, notamment la leucémie lymphoblastique aiguë, la leucémie myéloïde aiguë et les cancers solides tels que le gliome de haut grade. BCL6 jouant un rôle important dans la répression transcriptionnelle, le réarrangement  et/ou la surexpression  de BCL6 est associé à une faible survie globale et à une résistance aux chimiothérapies,,.

## Structures
Le gène BCL6 est situé sur le chromosome 3q27 et code pour une protéine de 95 kDa qui agit comme un régulateur principal, nécessaire à la formation du centre germinatif dans les follicules de cellules B des tissus lymphoïdes en réponse à une rencontre avec un antigène,. La protéine BCL6 héberge une structure trimodulaire composée de (i) un domaine N-terminal (BTB/POZ), un site d'accueil pour les protéines corépresseurs ; (ii) un domaine de répresseur transcriptionnel central (RD2) contenant une région proline (P), acide glutamique (E), sérine (S) et thréonine (T) – PEST, importante dans le contrôle de la demi-vie des protéines et des interactions avec protéines autorégulatrices; et (iii) une série de doigts de zinc de type C2H2 C-terminaux qui se lient à l'ADN.